# Magne Havnå
Magne Havnå, född 16 september 1963, död 29 maj 2004, från Arendal i Norge var en professionell boxare. Havnå vann WBO:s världsmästartitel i cruiservikt, efter seger över Richard Pultz, (USA) i maj 1990. 
Havnå boxades 22 proffsmatcher av vilka han vann 19. Första segern kom på knockout då Havnå slog ut britten Johnny Nelson. Havnå avled i maj 2004 i samband med en båtolycka utanför Risør på Norges sydkust. 
Magne Havnås bror, Erling Havnå som är flerfaldig europamästare i kickboxning, dömdes till 17 års fängelse efter att ha deltagit i rånet mot NOKAS i Stavanger 2004.